# Михайловский сельсовет (Волоколамский район)
Михайловский сельсовет — упразднённая административно-территориальная единица, существовавшая на территории Московской губернии и Московской области до 1954 года.
Михайловский сельсовет был образован в первые годы советской власти. В 1921 году он входил в состав Тимошевской волости Волоколамского уезда Московской губернии.
В 1924 году из Михайловского с/с был выделен Тимонинский с/с.
По данным 1926 года в состав сельсовета входил 1 населённый пункт — Михайловское.
В 1929 году Михайловский сельсовет был отнесён к Волоколамскому району Московского округа Московской области.
4 января 1952 года в Михайловский с/с из Тимковского с/с были переданы селения Калеево и Тимонино, а из Ильинского-Ярополецкого с/с — Голопёрово.
14 июня 1954 года Михайловский с/с был упразднён. При этом его территория была передана в Львовский с/с.